# 大教堂和市集

本書平裝本的封面

《大教堂與市集》（The Cathedral and the Bazaar）是埃里克·斯蒂芬·雷蒙（Eric Steven Raymond）所撰寫的軟體工程方法論。以Linux的核心開發過程以及作者自己主持開發的開放原始碼軟體──Fetchmail為討論案例。文章在1997年5月27日發表，並在1999年出版成書。

## 簡介
本書討論兩種不同的自由軟體開發模式：
- 大教堂模式（The Cathedral model）：源代碼在軟件發行后公開，但在軟體的每個版本開發過程中是由一個專屬的團隊所控管的。作者以GNU Emacs及GCC這兩軟體為例。
- 市集模式（The Bazaar model）：源代碼在開發過程中即在網際網路上公開，供人檢視及開發。作者以Linux核心的創始者林納斯·托瓦茲帶領Linux核心的開發為例，亦引用fetchmail的開發為例。

此書的要義是「讓夠多人看到原始碼，錯誤將無所遁形」（Given enough eyeballs, all bugs are shallow）林納斯定律。作者表示大教堂模式的軟體開發讓程式除錯的時間大幅增加，因為只有少數的開發者可參與修改工作。市集模式則相反。

## 從開發自由軟體所學到的教訓
雷蒙指出了19點在他開發多個軟體專案中所學到的 "教訓"。每個學到的教訓都跟開放軟體所使用的最佳實踐有關：
1. 好軟體都是起源於程式發展者要解決切身之痛。
2. 優秀的程式師知道要寫程式，偉大的程式師知道要改寫（和重覆利用）程式。
3. 計畫好如何捨棄一條路吧，你遲早會想盡辦法這麼做的（引自《人月神話：軟體專案管理之道》）。
4. 抱持正確的態度，就會發現有趣的問題。
5. 當你對一個問題不再感興趣時，你最後的責任就是找位能勝任的接棒人。
6. 把使用者視為共同開發者來對待，可以讓你傷最少的腦筋，但做到原始碼的快速改善和有效率地除錯。
7. 儘早且經常發表新版本，並且傾聽使用者的意見。
8. 在一群足夠多的 beta 測試者與共同開發者的情況下，幾乎程式中的每一個問題都可以很快地找出來，並且由某個人很直覺的解決。
9. 聰明的資料結構配上笨拙的程式碼要比相反的組合好。
10. 如果你視 beta 版測試者如同你最珍貴的資源，那麼他們會以此做為回報。
11. 體認使用者提供的巧思，以獲取好點子，有時候越後到的越好。
12. 通常，最適切和最有創意的解題法來自於發覺自己對問題原先的觀念是錯誤的。
13. 設計上完美，不是「沒有東西能再被加入」，而是「沒有東西能再被移出」。
14. 任何的工具以我們所知道的方法來使用都會有用，但一個真正了不起的工具會以你從未想過的使用方法來發揮它的功能。
15. 寫作任何的通信閘軟體時，要盡可能地不去擾動到通訊的資料流 -- 並且絕對不要丟掉其中任何的資訊，除非接收方強迫你這麼做。
16. 當你設計的語言不是嚴謹到「Turing-complete」，你可以採用比較平易的語法。
17. 一個保密系統是否安全依存於它隱藏的秘密，注意不要有「虛擬秘密」。
18. 解決一個有趣的問題，由找到一個你覺得有趣的問題開始。
19. 假如專案發展協調者擁有至少跟網際網路一樣好的媒體，而他也不靠強制力來領導，那麼一群人必定勝過一個人。

## 影響
此文讓大部份的開放原始碼及自由軟體的開發計畫採用市集模式，甚至原來採用大教堂模式的GNU Emacs及GCC也是如此。Netscape網頁瀏覽器後來釋出原始碼，並啟動Mozilla計畫，也或多或少受到這篇文章的啟發。
大教堂與市集也被延伸到非電腦軟體的開發上面。例如維基百科就是市集模式，而Nupedia與大英百科全書就是大教堂模式。

## 出版
歐萊禮出版社於1999年發行此書的創舉是，首次商業印刷出版的書以Creative Commons授權模式出版。
本書（原文）的國際標準書號是 ISBN 978-1-56592-724-7（精裝本）、ISBN 978-0-596-00108-7（平裝本）。

## 外部連結
- http://crazyangelo.github.io/Cathedral-and-Bazaar/（页面存档备份，存于）（正體中文版，由謝志昌翻譯，crazyangelo更新，CC授權）
- http://www.angeloliu.org/read-37.html（简体中文全译版，刘安辙翻译）
- The Cathedral and the Bazaar（页面存档备份，存于）（線上閱讀版）
- The Cathedral and the Bazaar .PS（页面存档备份，存于）（可供列印的Postscript版）
- The Cathedral and the Bazaar（页面存档备份，存于）（O'Reilly出版社的書本介紹頁）
- Open Source Software Development as a Special Type of Academic Research (Critique of Vulgar Raymondism)（Nikolai Bezroukov, First Monday, 第4卷第10期, 1999年10月）
- Response to Nikolai Bezroukov（页面存档备份，存于）（Eric S. Raymond, 1999年10月）
- A Second Look at the Cathedral and the Bazaar（Nikolai Bezroukov, First Monday, 第4卷第12期, 1999年12月）
- 《大教堂和市集》（洛基开放文化实验室翻譯）